# Har Alon
Har Alon (hebrejsky: הר אלון, doslova Dubová hora) je hora o nadmořské výšce 515 metrů v severním Izraeli.
Leží v centrální části pohoří Karmel (jde o jeden z nejvyšších bodů tohoto pohoří), cca 10 kilometrů jihovýchodně od centra Haify, cca 2 kilometry severozápadně od města Isfija a přes 2 kilometry východně od vesnice Bejt Oren. Má podobu nevýrazného návrší se zalesněnými svahy, které na sever, jih a západ odtud přecházejí do rozsáhlého lesního komplexu. Na západní straně kopce jeho svahy prudce klesají do údolí vádí Nachal Oren, do kterého ze svahů hory směřuje vádí Nachal Alon. Na východ odtud se rozkládá další vrchol Rom Karmel. Podél severního okraje vrcholové partie prochází lokální silnice 721, která tu ústí do silnice 672. Při silnici 721 se nedaleko odtud nachází areál věznice Damon.
V prosinci 2010 bylo okolí hory postiženo lesním požárem, který zničil velkou část zdejších lesů. Během evakuace vězňů z nápravného zařízení Damon zároveň došlo k neštěstí, při kterém uhořely čtyři desítky lidí cestujících v autobusu.